# The Piglets
The Piglets was een Britse meidenband en een van de pseudoniemen van Jonathan King, die hij gebruikte tijdens de jaren 1970 om enkele van zijn songs uit te brengen.

## Geschiedenis
Hun leadzangeres was Barbara Kay. The Piglets werden bekend door de reggaesong Johnny Reggae (1971), uitgebracht bij Bell Records, die zich plaatste in de Britse singlehitlijst (#3) en een wereldwijde hit werd, die zich ook in andere landen plaatste in de hitlijsten, waaronder Duitsland.

## Discografie

### Singles
- 1971: Johnny Reggae

### NPO Radio 2 Top 2000
| Nummer met noteringen in de NPO Radio 2 Top 2000 | '00  | '01  |
| ------------------------------------------------ | ---- | ---- |
| Johnny Reggae                                    | 1780 | 1988 |

1. ↑  Een vetgedrukt getal geeft de hoogste notering aan.
2. ↑  2000 was het eerste jaar met een notering voor dit nummer.
3. ↑  Deze tabel is bijgewerkt tot en met de laatste editie (2024).